# OpenMandriva Lx
OpenMandriva Lxは、Mandriva Linuxから派生したLinuxディストリビューションである。OpenMandrivaアソシエーションによって公開されている。

## 歴史
OpenMandriva Lxは、コミュニティ主導によるLinuxディストリビューションである。最初の安定版（OpenMandriva Lx 2013 "Oxygen"）は、2013年の暮れにリリースされた。
OpenMandrivaアソシエーションは、1901年フランス法のもとで、OpenMandrivaコミュニティを代表するために、2012年12月12日に設立された。この組織は、OpenMandriva Lxを含む自由ソフトウェアのプロジェクトを管理している。
OpenMandriva Lxの開発環境は、ABF（Automated Build Farm）と呼ばれ、ソースコードの管理とバイナリへのコンパイルができる。ABFは、パッケージレポジトリとISOイメージの作成も可能である。

## バージョン
2013年の暮れ、OpenMandriva Lxの最初のバージョンはリリースされた。これは、Mandriva Linux 2011に基づいており、ROSA LinuxとMandriva SAの成果を含んでいた。
OpenMandriva Lx 2014 "Phosphorus"は、2014年5月1日にリリースされた。このリリースはMandrake Linuxの創始者、Gaël Duvalから好意的なレビューを受けた。OpenMandriva Lx 2014.2　”The Scion"は、2014.1のバグ修正リリースで、2015年6月1日にリリースされている。
2015年、OpenMandrivaはOpenMandriva Linux Lx 2015のアルファ版をリリースした。このOSは、2015年に開発されたもので、翌2016年、OpenMandriva Lx 3.0 Betaとしてリリースされている。この新しいリリースは、ClangをGCCの代わりにコンパイラとして用いるなど、重要な変更がコアシステムに加えられている。安定版のOpenMandriva Lx 3.0は、2016年8月にリリースされた。
OpenMandriva Lx 4.0の開発は、Lx 3.03のリリース後、2年あまりに亘って続けられ、これは2019年6月に安定版としてリリースされた。このリリースでは、DNFへのスイッチなどの変更が含まれる。